# Eothenomys melanogaster
Eothenomys melanogaster е вид бозайник от семейство Хомякови (Cricetidae).

## Разпространение
Видът е разпространен във Виетнам, Индия, Китай, Мианмар, Провинции в КНР, Тайван и Тайланд.